# ジョバリア
ジョバリア（Jobaria）はジュラ紀中期、1億6400万年前-1億6100万年前に現在のニジェール付近に生息していた竜脚類恐竜の属である。

## 発見
化石は1997年秋、古生物学者ポール・セレノ（en）率いる4ヶ月間のサハラ砂漠の調査の中で、ニジェールのティユラレン累層（en）のマス-デス・サイトで発見された。全体95%ほどの骨格が保存されており、竜脚類としては過去に発見されたものの中で最も完全に近い。 
1999年、セレノによりタイプ種Jobaria tiguidensisとして記載された。属名はトゥアレグ族の民話に登場する神秘的な生物「ジョバール（Jobar）」に由来し、種小名は発見地近郊のティグイディの崖（Tiguidi Cliff）にちなむ。
化石を含む堆積物はもともと白亜紀前期オーテリビアンからバレミアンのものと考えられ、ジョバリアはおよそ1億3500万年前に生息していたと考えられた。しかし、堆積物の再検証からこれらはジュラ紀中期バトニアンからオクスフォーディアン、1億6400万年前-1億6100万年前のものの可能性が高いとされた。

## 記載

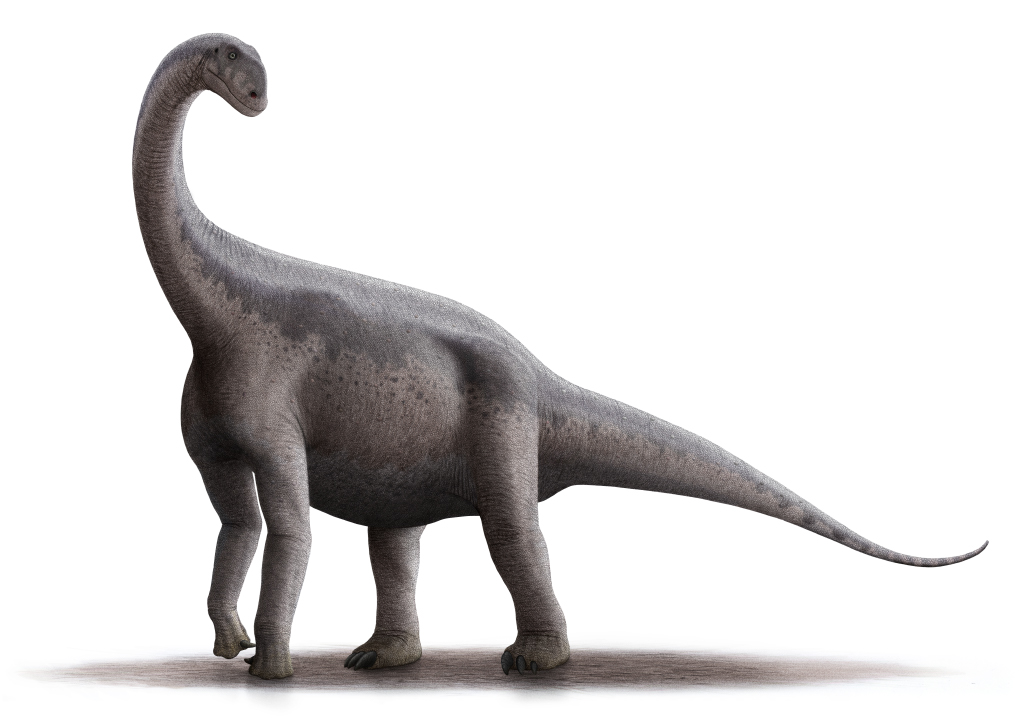
復元図

ジョバリアは原始的な竜脚類であり、体長は21.3メートル、体重22.4 
トンほどと推定される。ジョバリアの背骨や尾は後の時代北米の竜脚類であるディプロドクスやアパトサウルスの持つ複雑な椎骨や鞭のような尾に比べて単純である。
現世のゾウの上腕骨と大腿骨の外周の比率と比較した結果、セレノはジョバリアは後肢だけで立ち上がることが可能だったかもしれないと結論している 。ジョバリアの体重の配分は（ゾウのように）前肢よりも後肢に支えられており、ゾウが後肢で立ち上がれるように、ジョバリアも簡単に立ち上がれたかもしれない。

## 分類
ジョバリアの系統関係は不確定で、マクロナリアの基底に位置するか 、新竜脚類ではない真竜脚類か、新竜脚類の基底に位置するクレードであるかいずれかであるとされている。

## 参照
1. ↑  Sereno, Paul. “Discoveries: Jobaria tiguidensis”. 2012年10月8日時点のオリジナルよりアーカイブ。2012年9月25日閲覧。
2. 1 2  Sereno et al., P. (November 1999). “Cretaceous Sauropods from the Sahara and the Uneven Rate of Skeletal Evolution Among Dinosaurs”. Science 286 (5443):  1342–1347.
3. ↑  Rauhut and Lopez-Arbarello (2009). "Considerations on the age of the Tiouaren Formation (en:Iullemmeden Basin, Niger, Africa): Implications for Gondwanan Mesozoic terrestrial vertebrate faunas." Palaeogeography, Palaeoclimatology, Palaeoecology, 271: 259-267.
4. ↑  Henderson, Donald M. (2006). “Burly Gaits: Centers of mass, stability, and the trackways of sauropod dinosaurs”. Journal of Vertebrae Paleontology 26 (4):  907–921. doi:10.1671/0272-4634(2006)26[907:BGCOMS]2.0.CO;2.
5. ↑  Could Sauropods Rear?
6. ↑  Upchurch, P.; Barrett, P. M. & Dodson, P. (2004). “Sauropoda”. The Dinosauria (2nd edition ed.). University of California Press